# ریتای محصل
ریتای محصل (انگلیسی: Educating Rita) فیلمی به کارگردانی لوئیس گیلبرت است که در سال ۱۹۸۳ منتشر شد.
از بازیگران آن می‌توان به مایکل کین، جولی والترز، و مایکل ویلیامز اشاره کرد.
جولی والترز موفق شد برای بازی در این فیلم برای دریافتِ جایزه اسکار بهترین بازیگر نقش اول زن نامزد شود.